# Bărbați care urăsc femeile (film)
 Bărbați care urăsc femeile (suedeză Män som hatar kvinoor) sau The Girl with the Dragon Tattoo (engl.) este un thriller dramă suedez din 2009 realizat după romanul The Girl with the Dragon Tattoo al lui Stieg Larsson. Filmul prezintă povestea unui jurnalist de investigații (Michael Nyqvist) și a unei tinere hacker (Noomi Rapace), prinși în tumultul secretelor și controverselor unei familii de industriași suedezi, familia Vanger . Regia filmului este semnată de danezul Niels Arden Oplev , câștigător a numeroase premii în competiții precum Festivalul Internațional de Film de la Berlin, Carrousel International du Film, Festivalul Internațional de Film de la Chicago etc, din al cărui protofoliu cinematografic fac parte și producțiile Worlds Apart, The Eagle, We Shall Overcome, Chop Chop.

## Descriere
Filmul Bărbați care urăsc femeile are de toate - trădare, crimă, minciună, acțiune, violență, sadism, accente religioase, tristețe, chiar și romantism - un web al elementelor constitutive care a garantat de-a lungul timpului eșecul atâtor producții nefocusate, care doreau să spună totul, dar nu reușeau să transmită mare lucru, până la urmă. Acesta este însă un caz fericit, care combină în ritm alert piesele șocante ale puzzelului, realizând la final o fotografie neașteptată și dureroasă a decăderii umane.

## Acțiune
În debutul thrillerului, pedeapsirea jurnalistului incomod Mikael Blomkvist și un caz de dispariție rămas nerezolvat și după patru decenii nu par ingredientele unei acțiuni de succes. Când acestora li se adaugă drama tinerei Lisbeth Salander, geniu IT excentric, cu o existență umbrită de psihopatologie și de coșmarul abuzurilor, dar și istoria unei familii bogate și misterioase, baricadată în turnul ei de fildeș de teama de a nu-și dezvălui adevarata și monstruoasa față, succesiunea scenelor devine captivantă.
Ultima încercare de a clarifica dispariția fără urmă a adolescentei de 16 ani Harriet Vanger, în anul 1966, îl aduce pe jurnalistul de investigații în viața familiei de industriași, pentru a cotrobăi în sertarele murdare ale trecutului. Documentarea și cercetarea lui inaintează greu, până în momentul în care i se alătură inteligenta și răzvrătita Lisbeth. Acesta aduce cu ea groaza abuzurilor trăite din copilărie până la maturitate, dar și neîncrederea în bărbații care nu făcuseră decât să îi provoace fizic sau psihic durere. Paradoxal, tânăra se îndrăgostește treptat de Mikael. Cum filmul nu a fost gândit ca love storry, Lisbeth fuge de el și de sentimentele sale, nu înainte de a rezolva misterul familiei Vanger: un lung șir de crime și sodomizări, în a cărui plasă nu căzuse, spre uimirea telespectatorilor, și Harriet .

## Personaje
Oricât de disfuncțional și șocant ar fi fost creat personajul principal, Lisbeth Salander sau fata cu dragonul tatuat, ajunge să îți placă nu doar pentru că empatizezi cu teroarea, curajul și singurătatea care îl caracterizează, ci pentru că este altfel, cum nu ai mai văzut. Actrița Noomi Rapace își construiește cel mai bun rol al său în relație cu personajul lui Michael Blomkvist, pentru că în acest caz formula succesului are două părți interdependente. La fel ca și personajele, ești atras în vârtejul halucinant al acțiunii și bătăile inimii îți devin alerte pe măsură ce thrillerul se apropie de finalul său deschis. Dacă firul epic nu ar avea în fundal imaginile scandinave superbe, zăpada și pădurile mute de brad, te-ar sufoca urmărirea intrigilor perverse ale familiei Vanger .

## Distribuție
- Michael Nyqvist în rolul lui Mikael Blomkvist
- Noomi Rapace în rolul lui Lisbeth Salander
- Lena Endre în rolul lui Erika Berger
- Sven-Bertil Taube în rolul lui Henrik Vanger
- Peter Haber în rolul lui Martin Vanger
- Peter Andersson în rolul lui Nils Bjurman
- Marika Lagercrantz în rolul lui Cecilia Vanger
- Ingvar Hirdwall în rolul lui Dirch Frode
- Björn Granath în rolul lui Gustav Morell
- Ewa Fröling în rolul lui Harriet Vanger
- Michalis Koutsogiannakis în rolul lui Dragan Armansky
- Annika Hallin în rolul lui Annika Giannini
- Tomas Köhler în rolul lui "Plague"
- Gunnel Lindblom în rolul lui Isabella Vanger
- Gösta Bredefeldt în rolul lui Harald Vanger
- Stefan Sauk în rolul lui Hans-Erik Wennerström
- Jacob Ericksson în rolul lui Christer Malm
- Julia Sporre în rolul lui young Harriet Vanger
- Tehilla Blad în rolul lui young Lisbeth Salander

## Concluzii
Filmul Bărbați care urăsc femeile trebuie savurat, însă numai în liniște și cu draperiile trase. Când vei aprinde lumina vei fi convins că trebuie să vezi continuarea thrillerului și să citești și cartea cu același nume, cea care indiscutabil îți va stârni apetitul pentru întreaga serie Millenium  (The Girl With The Dragon Tattoo, The Girl Who Played With Fire, The Girl Who Kicked the Hornets' Nest).

## Premii și nominalizări
| Asociația                                           | Categorie                                 | Nominant                             | Rezultat     |
| --------------------------------------------------- | ----------------------------------------- | ------------------------------------ | ------------ |
| Amanda Award                                        | Best Foreign Feature Film                 | Niels Arden Oplev                    | Nominalizare |
| BAFTA Award                                         | Best Actress in a Leading Role            | Noomi Rapace                         | Nominalizare |
| BAFTA Award                                         | Best Adapted Screenplay                   | Nikolaj Arcel and Rasmus Heisterberg | Nominalizare |
| BAFTA Award                                         | Best Film Not in the English Language     |                                      | Câștigat     |
| Broadcast Film Critics Association Award            | Best Actress                              | Noomi Rapace                         | Nominalizare |
| Broadcast Film Critics Association Award            | Best Foreign Language Film                | Niels Arden Oplev                    | Câștigat     |
| Empire Awards                                       | Best Thriller                             |                                      | Câștigat     |
| Empire Awards                                       | Best Actress                              | Noomi Rapace                         | Câștigat     |
| European Film Awards                                | Audience Award                            | Niels Arden Oplev                    | Nominalizare |
| European Film Awards                                | Best Actress                              | Noomi Rapace                         | Nominalizare |
| European Film Awards                                | Best Composer                             | Jacob Groth                          | Nominalizare |
| Guldbagge Awards                                    | Audience Award                            | Niels Arden Oplev                    | Câștigat     |
| Guldbagge Awards                                    | Best Actress                              | Noomi Rapace                         | Câștigat     |
| Guldbagge Awards                                    | Best Film                                 | Søren Stærmose                       | Câștigat     |
| Guldbagge Awards                                    | Best Cinematography                       | Eric Kress                           | Nominalizare |
| Guldbagge Awards                                    | Best Supporting Actor                     | Sven-Bertil Taube                    | Nominalizare |
| Houston Film Critics Society Award                  | Best Foreign Language Film                |                                      | Câștigat     |
| Houston Film Critics Society Award                  | Best Actress in a Leading Role            | Noomi Rapace                         | Nominalizare |
| London Film Critics Circle Award                    | Actress of the Year                       | Noomi Rapace                         | Nominalizare |
| New York Film Critics Online Award                  | Breakthrough Performer                    | Noomi Rapace                         | Câștigat     |
| Palm Springs International Film Festival            | Audience Award for Best Narrative Feature | Niels Arden Oplev                    | Câștigat     |
| Satellite Award                                     | Best Actress – Motion Picture Drama       | Noomi Rapace                         | Câștigat     |
| Satellite Award                                     | Best Foreign Language Film                |                                      | Câștigat     |
| Satellite Award                                     | Best Adapted Screenplay                   | Nikolaj Arcel and Rasmus Heisterberg | Nominalizare |
| St. Louis Gateway Film Critics Association Award    | Best Actress                              | Noomi Rapace                         | Nominalizare |
| St. Louis Gateway Film Critics Association Award    | Best Foreign Language Film                |                                      | Nominalizare |
| Washington D.C. Area Film Critics Association Award | Best Foreign Language Film                |                                      | Nominalizare |

## Sequeluri
- The Girl Who Played with Fire
- The Girl Who Kicked the Hornets' Nest